# Externe Mitarbeiter in deutschen Bundesministerien
Neben Beamten und Angestellten arbeiten seit mehreren Jahren auch externe Mitarbeiter in deutschen Bundesministerien. Dabei handelt es sich nicht um klassische Freie Mitarbeiter, die von den Behörden finanziert werden, sondern um Personal aus der Privatwirtschaft, aus Verbänden und Interessengruppen, die weiterhin Angestellte ihres eigentlichen Arbeitgebers bleiben und, von diesem bezahlt, zeitweilig in Bundesministerien tätig sind. Teilweise geschieht dies im Rahmen eines seit 2004 etablierten Personalaustauschprogramms, teilweise in Formen, die in Veröffentlichungen der Bundesregierung mit „externe Mitarbeiter“, „Entsendung“ oder „Abordnung“ bezeichnet werden. Beobachter sehen darin eine neue Dimension des Lobbyismus.

## Personalaustauschprogramm Seitenwechsel
Das offizielle Personalaustauschprogramm Seitenwechsel (in Veröffentlichungen der deutschen Bundesregierung auch als Personalaustauschprogramm „Öffentliche Hand – Privatwirtschaft“ bezeichnet) startete am 1. Oktober 2004 und geht auf den damaligen Bundesminister des Innern, Otto Schily und den Personalvorstand der Deutschen Bank AG, Tessen von Heydebreck zurück. In Veröffentlichungen der Bundesregierung wird in diesem Zusammenhang als Ziel genannt: „Die bestehenden Grenzen zwischen den Sektoren sollen abgebaut und Wissenstransfer ermöglicht werden“ und „Beschäftigte sollen Prozesse und Strukturen der Gegenseite kennenlernen. So soll Verständnis für deren Belange und Interessen erhöht werden.“ Geplant war ein wechselseitiger Austausch von Mitarbeitern aus Behörden und solchen aus der privaten Wirtschaft. Bis Ende 2006 haben allerdings nur 12 Beschäftigte der Bundesverwaltung an dem Austauschprogramm teilgenommen.

## Bekanntwerden
Einer breiteren Öffentlichkeit wurden Personalaustauschprogramme und die Mitarbeit Externer in Bundesministerien durch das Fernsehmagazin Monitor am 19. Oktober 2006 bekannt. Der Beitrag wurde anmoderiert mit den Worten:

„Lobbyisten versuchen, die Politik zu beeinflussen, um ihrem Arbeitgeber Vorteile zu verschaffen. Dazu sprechen sie auch in Ministerien vor. Manche Lobbyisten haben das gar nicht mehr nötig – sie sind nämlich schon da. Ja, richtig, das ist neu: Lobbyisten haben in unseren Ministerien mittlerweile eigene Büros – Tür an Tür mit Regierungsbeamten und […] mit eigener Durchwahl, und schreiben an Gesetzen mit. Bezahlt werden sie von ihren Unternehmen. Leihbeamte – gut für die Wirtschaft, schlecht für Bürger. […]“

In dem Bericht wird als Beispiel geschildert, dass ein Mitarbeiter der Flughafenbetreibergesellschaft Fraport AG einen Gesetzentwurf über weitreichenden Lärmschutz im Sinne seines Arbeitgebers verwässert haben soll.
Der Verwaltungsrechtler Hans Herbert von Arnim über extern finanzierte Bundesministeriums-Mitarbeiter im Monitor-Interview:

„Es ist für mich etwas ganz Neues und Überraschendes, die Betreffenden sind zwar in die Ministerien eingegliedert, ihre Loyalität gehört aber denen, die sie bezahlen aus der Wirtschaft, und die tun das nicht für Gotteslohn, sondern weil sie sich davon etwas versprechen, nämlich die Förderung ihrer Interessen, die bevorzugte Information, die sie auf diese Weise bekommen. Das ist eine besonders gefährliche Form des Lobbyismus, ja es bewegt sich sogar im Dunstkreis der Korruption.“

In einem zweiten Bericht am 21. Dezember 2006 nahm sich das Fernsehmagazin erneut des Themas an. Inzwischen waren von der Bundesregierung im November 2006, als Reaktion auf eine Kleine Anfrage der FDP-Fraktion (s. u.), konkrete Angaben zu externen Mitarbeitern in Bundesministerien gemacht worden. Im Monitor-Beitrag wurden diese Angaben jedoch angezweifelt. So sei beispielsweise der Leiter der Abteilung Konzernstrategie – Verkehrspolitik bei DaimlerChrysler im April und Mai 2002 im Bundesverkehrsministerium tätig gewesen – zu einem Zeitpunkt, als dort das Vergabeverfahren zur LKW-Maut in Deutschland abgewickelt wurde. DaimlerChrysler gehörte als Gesellschafter von Toll Collect zum damaligen Bieterkonsortium um den Mautauftrag. Ein DaimlerChrysler-Mitarbeiter im Bundesverkehrsministerium taucht in der Aufstellung der Bundesregierung jedoch nicht auf.
Für die „Aufdeckung des Skandals ‚Bezahlter Lobbyismus in Bundesministerien‘ in Monitor-Beiträgen (19. Oktober und 21. Dezember 2006)“ erhielt das Autorenteam des Fernsehmagazins 2007 einen Adolf-Grimme-Preis in den Sparte Information & Kultur.

## Darstellung der Bundesregierung im November 2006
„Neu und Überraschend“ (von Arnim in Monitor s. o.) waren Personalaustauschprogramme und die Mitarbeit Externer in Bundesministerien auch für viele Parlamentarier. Bezugnehmend auf die Monitor-Sendung vom 19. Oktober wurde das Thema am 25. Oktober in einer aktuellen Fragestunde im Deutschen Bundestag angesprochen. Noch am selben Tag stellte die FDP-Bundestagsfraktion schriftlich eine Kleine Anfrage an die Bundesregierung unter dem Titel „Monitor“ – Bericht über eine neue Art von Lobbyismus in Bundesministerien. Datiert am 16. November 2006 stellte die Bundestagsfraktion von Bündnis 90/Die Grünen ebenfalls eine Kleine Anfrage an die Bundesregierung, Titel: Mitarbeit von Beschäftigten von Verbänden und Wirtschaftsunternehmen in Bundesministerien und in nachgeordneten Bundesbehörden.

### Anfrage der FDP
Mit der Beantwortung der FDP-Anfrage durch die Bundesregierung am 13. November 2006 liegen seitdem konkrete Angaben über die Dimension vor. Auf die Frage:

„1. Wie viele Mitarbeiter, die von Unternehmen, Verbänden und Gewerkschaften ganz oder teilweise bezahlt werden, sind in den letzten vier Jahren in den Bundesministerien oder in den obersten Bundesbehörden beschäftigt gewesen bzw. aktuell beschäftigt?“

heißt es dort:

„In den Bundesministerien und im Bundeskanzleramt sind für einen befristeten Zeitraum insgesamt 100 externe Mitarbeiterinnen und Mitarbeiter, die ganz oder teilweise von Unternehmen, Verbänden oder Gewerkschaften bezahlt wurden, in den letzten vier Jahren im Geschäftsbetrieb tätig gewesen bzw. sind aktuell eingesetzt. […]“

Die Frage

„2. In welchen Bundesministerien oder obersten Bundesbehörden waren oder sind Mitarbeiter, die von Unternehmen, Verbänden oder Gewerkschaften ganz oder teilweise bezahlt werden, beschäftigt? Um welche Unternehmen, Verbände und Gewerkschaften handelt es sich jeweils?“

wird mit folgender Auflistung beantwortet, bei der das Verteidigungsministerium wegen „der Kürze der Zeit“ nicht aufgeführt ist:
- Bundeskanzleramt: KfW-Bankengruppe sowie AOK-Bundesverband bzw. BKK-Bundesverband
- Auswärtiges Amt: Wintershall AG, E.on AG, EADS, Deutsche BP, Lufthansa AG, Daimler Chrysler AG, Siemens AG und BDI
- Bundesministerium für Arbeit und Soziales: IG Metall und Deutsche Bank AG
- Bundesministerium für Bildung und Forschung: Deutsche Bank AG
- Bundesministerium der Finanzen: Kreditanstalt für Wiederaufbau, Deutsche Börse AG, Zentraler Kreditausschuss/Bundesverband Öffentlicher Banken Deutschlands (Mitgliedsinstitut HSH Nordbank), Zentraler Kreditausschuss/Bundesverband Deutscher Banken (Mitgliedsinstitut Dresdner Bank), Bundesverband Investment und Asset Management, Deutsche Bank AG und BASF AG
- Bundesministerium für Gesundheit: Werbe- und Vertriebsgesellschaft Deutsche Apotheker und Deutsche Bank AG
- Bundesministerium des Innern: Deutsche Bank AG
- Bundesministerium für Umwelt, Naturschutz und Reaktorsicherheit: Bayer AG und BASF AG
- Bundesministerium für Verkehr, Bau und Stadtentwicklung: Fraport AG, Flughafen Köln/Bonn GmbH, Deutsche Flugsicherung GmbH, Deutscher Aero Club e. V., Kreditanstalt für Wiederaufbau, Hauptverband der Deutschen Bauindustrie, Bundesverband Öffentlicher Banken e. V. und Industrial Investment Council GmbH
- Bundesministerium für Wirtschaft und Technologie: Verband deutscher Maschinen- und Anlagenbau e. V., Bundesverband der deutschen Gas- und Wasserwirtschaft, EFET Deutschland – Verband Deutscher Gas- und Stromhändler e. V., Verband der chemischen Industrie e. V., Verband Forschender Arzneimittelhersteller e. V., Verband kommunaler Unternehmen e. V., EuroNormGmbH, TÜVSüd AG, Lanxess AG, Daimler Chrysler AG, Deutsche Telekom AG, Vivento, Morgan Stanley, LAUBAG, BASF AG, Bayer AG, Wuppertaler Stadtwerke AG, Lichtblick/bne, Thyssengas, Wingas GmbH, IBM Deutschland
- Bundesministerium für wirtschaftliche Zusammenarbeit und Entwicklung: Alstom GmbH (Salzgitter) und ABB AG (Mannheim)

Auf die Frage

„6. Welche Unternehmen, Verbände und Gewerkschaften haben am oben genannten Personalaustauschprogramm der Bundesregierung in den letzten vier Jahren teilgenommen?“

erfolgt eine Antwort, die offenbart, dass nur wenige der aufgeführten Externen auch Teilnehmer des Personalaustauschprogramms Seitenwechsel (nach dem die FDP fragte) waren oder sind.

„An dem Personalaustauschprogramm „Öffentliche Hand – Privatwirtschaft“ haben folgende Unternehmen, Verbände oder Gewerkschaften teilgenommen: Deutsche Bank AG, BASF AG, Daimler Chrysler AG, Alstom GmbH (Salzgitter) und ABB AG (Mannheim)“

Auf die dezidierte Frage der FDP-Fraktion:

„9. Wie viele Teilnehmer des Personalaustauschprogramms kommen aus mittelständischen Unternehmen?“

antwortet die Bundesregierung mit:

„Ein Teilnehmer kommt aus einem mittelständischen Unternehmen.“

Welches der unter 6. aufgeführten Unternehmen – Deutsche Bank, BASF, Daimler Chrysler, Alstom, Asea Brown Boveri – dabei von der Bundesregierung als mittelständisches Unternehmen eingestuft wird, ergibt sich aus der Antwort nicht.

### Anfrage Bündnis 90/Die Grünen
In den Vorbemerkungen zu ihrer Anfrage hatte die Fraktion von Bündnis 90/Die Grünen bereits angemerkt: „So kann ein punktueller Austausch zwischen Privaten und der Bundesregierung sinnvoll sein, um wechselseitig Kenntnisse zu transferieren.“ – stammte das Personalaustauschprogramm Seitenwechsel doch noch aus der Zeit der rot-grünen Bundesregierung. In ihrer Antwort vom 4. Dezember 2006 bestätigt die Bundesregierung zwar die Mitarbeit extern finanzierter Unternehmens- und Verbandsvertreter, wie sie der Monitor-Beitrag aufzeigte; jede Einflussnahme auf politische Entscheidungen oder Gesetzesvorhaben wird jedoch strikt abgestritten. Für die Tätigkeit der Externen wird der Begriff der „Entsendung“ verwendet, und es werden mehr oder weniger aufschlussreiche Details genannt:

„Der beim Presse- und Informationsamt der Bundesregierung tätige Mitarbeiter der BASF AG ist im Rahmen seines Einsatzes in der Gruppe Koordination in der Internetredaktion beschäftigt und verfasst dort Berichte zu unterschiedlichen Themenschwerpunkten“

Die Antwort der Bundesregierung stellt die Mitarbeit externer Unternehmens- und Verbandsvertreter in Bundesministerien als unproblematisch, ja uneingeschränkt positiv dar.

## Bundesministerium für Gesundheit
Im November 2006 kam es im Bundesministerium für Gesundheit (BMG) zu einem Eklat: Ein zeitweilig als Referent ins Ministerium entsandter Mitarbeiter der Deutschen Angestellten-Krankenkasse (DAK) hatte im Zusammenhang mit der Ausarbeitung der Gesundheitsreform vertrauliche Informationen an die DAK weitergegeben, die von dort an die Öffentlichkeit gespielt wurden. In der Regierungspressekonferenz vom 27. November wurden die Journalisten in diesem Zusammenhang mit dem Begriff der „Abordnung“ konfrontiert.
Der Sprecher des BMG (Vater):

„Im Bundesgesundheitsministerium hat sich in der vergangenen Woche in sehr seltener Fall abgespielt. Die Abordnung eines Mitarbeiters einer Krankenkasse musste fristlos gelöst werden, weil sich herausgestellt hatte, dass dieser Mitarbeiter einer Krankenkasse, der DAK, Papiere des Hauses an seine Krankenkasse weitergereicht hatte, die dann stante pede in Medien auftauchten. […]“

Im weiteren Verlauf stellte der Ministeriumssprecher diese Abordnung als durch § 30 SGB IV gedeckt dar, offenbarte jedoch Wissenslücken über Details der Bezahlung des an das Ministerium ausgeliehenen Experten der Krankenkasse:

„Journalistenfrage: Ist der Mitarbeiter in der Zeit seiner Abordnung ganz oder teilweise von Ihrem Haus oder von der DAK bezahlt worden?

BMG (Vater): Das ist im Gesetz, im SGB IV, so geregelt, dass es dabei unterschiedliche Handhabungen gibt. […] In diesem Fall hat das Bundesgesundheitsministerium einen Teil der Kosten übernommen, und einen Teil der Personalkosten hat die entsendende Krankenkasse übernommen.

Journalistenfrage: In welchem Verhältnis fand die Aufteilung der Kosten statt?

BMG (Vater): Damit bin ich überfragt. Ich nehme an, dass einen größerer Teil die Kasse übernommen hat und einen geringeren Teil das Ministerium. […]“

Nach Ausführungen des Sprechers des BMG kommt es zu folgender Journalistenfrage: „Wie viele solcher abgeordneten Personen gibt es bei Ihnen im Ministerium? Eine Frage an die Vertreter der anderen Ministerien. Ist das eigentlich durchgängige Praxis?“ verweist der damalige Vize-Regierungssprecher Steg auf die Antwort der Bundesregierung auf die Kleine Anfrage der FDP (s. o.):

„Nach dieser Antwort sind in den vergangenen vier Jahren etwa 100 externe Mitarbeiterinnen und Mitarbeiter für einen befristeten Zeitraum manchmal nur für wenige Tage oder Wochen in unterschiedlichen Ministerien tätig gewesen, […] Das geht, wie gesagt, im Einzelnen für die Bundesregierung aus der Antwort auf die Kleine Anfrage hervor.“

Im direkten Anschluss der Sprecher des BMG (Vater):

„Im Bundesgesundheitsministerium arbeiten zurzeit knapp 15 Frauen und Männer aus Krankenkassen als Abgeordnete. Sie unterteilen sich meines Wissens nach in sieben Personen im höheren Dienst und sieben oder acht Personen, die als Sachbearbeiter auf Zeit tätig sind, und zwar ein halbes Jahr oder ein Jahr. Eigentlich besteht kein Grund, misstrauisch zu sein. […] Wir leben in einem Staat, der sich auch befragen lässt, der Bürger befragt, der sich öffnet und der sich, wenn Sie so wollen, glücklich schätzen kann, sich den Sachverstand wirklich ausgewiesener Experten in spezialisierten Bereichen beschaffen zu können. […]“

In der von Vize-Regierungssprecher Steg angesprochenen Antwort der Bundesregierung auf die Anfrage der FDP-Fraktion, tauchen die „knapp 15 Frauen und Männer aus Krankenkassen als Abgeordnete“ jedoch gar nicht auf. Der Grund dafür findet sich in der Antwort der Bundesregierung auf eine Kleine Anfrage von Bündnis 90/Die Grünen (s. o.). In den Augen der Bundesregierung sind Krankenkassen als Körperschaften des öffentlichen Rechts keine „Unternehmen oder Verbände“.

## Auswärtiges Amt
Das Auswärtige Amt hat noch vor der Einrichtung des Personalaustauschprogramms 2004 extern bezahlte Mitarbeiter privater Einrichtungen beschäftigt.
Mit dem Max-Planck-Institut für ausländisches öffentliches Recht und Völkerrecht in Heidelberg (MPI) wird ein nicht näher spezifizierter Personalaustausch unterhalten, siehe dazu auch Antwort der Bundesregierung. Das Institut finanziert zumindest teilweise Stellen im Auswärtigen Amt, die ausschließlich durch MPI-Mitarbeiter besetzt werden. Obwohl diese Mitarbeiter als Rechtsreferenten im öffentlichen Dienst tätig sind, führt das Auswärtige Amt kein Auswahlverfahren durch. Dies wirft Fragen hinsichtlich der Vereinbarkeit mit dem verfassungsrechtlichen Gebot der Bestenauslese im öffentlichen Dienst (Art. 33 Abs. 2 GG) auf.
Mitarbeiter von Energiekonzernen wurden leihweise im Auswärtigen Amt tätig, wo sie zu Fragen der strategischen Energiepolitik arbeiteten.

## Bericht des Bundesrechnungshofs und Verwaltungsvorschrift
Durch die öffentliche Diskussion angestoßen, befasst sich der Bundesrechnungshof mit der Praxis. Am 25. März 2008 empfiehlt er in einem Bericht, die bisherige Praxis zu ändern. Am 17. Juli 2008 erlässt daraufhin das Bundesministerium des Innern die Allgemeine Verwaltungsvorschrift zum Einsatz von außerhalb des öffentlichen Dienstes Beschäftigten (externen Personen) in der Bundesverwaltung.

## Berichte des Bundesministeriums des Innern über den Einsatz der externen Personen
Der erste Bericht über den Einsatz der externen Personen in der Bundesverwaltung vom 29. September 2008 umfasst den Zeitraum vom 1. Januar 2008 bis zum 31. August 2008. Als Ausschussdrucksache des Bundestages war er nicht für die Öffentlichkeit bestimmt, wurde aber von Spiegel Online ins Netz gestellt. Der zweite Bericht vom 20. März 2009 umfasst den Zeitraum vom 1. September 2008 bis 31. Januar 2009. Er wurde auf carta.info veröffentlicht. Seit dem 13. Bericht werden die Berichte durch das Bundesministerium des Innern veröffentlicht. Der Fünfzehnte Bericht über den Einsatz externer Personen in der Bundesverwaltung umfasst den Zeitraum 1. Juli 2015 bis 30. Juni 2016.